# جوزيف زيمان
جوزيف زيمان (بالتشيكية: Josef Zeman)‏ (مواليد 23 يناير 1915) هو لاعب كرة قدم. يلعب مع منتخب تشيكوسلوفاكيا لكرة القدم. سبق له أن لعب في كأس العالم لكرة القدم مع منتخب بلاده.

## روابط خارجية
- جوزيف زيمان على موقع الاتحاد الدولي (مؤرشف)  (الإنجليزية)
- جوزيف زيمان على موقع الاتحاد التشيكي (الإنجليزية)
- جوزيف زيمان على موقع قاعدة بيانات كرة القدم.إي يو (الإنجليزية)
- جوزيف زيمان على موقع ناشيونال فوتبول تيمز (الإنجليزية)
- جوزيف زيمان على موقع Soccerway.com (الإنجليزية)
- جوزيف زيمان على موقع عالم كرة القدم.نت (الإنجليزية)